# La ley de la calle (película)
La ley de la calle (Rumble Fish, en su título original en inglés) es una adaptación de la novela homónima de Susan E. Hinton dirigida por Francis Ford Coppola. Fue estrenada en 1983 poco después de The Outsiders. Se presentó a concurso al Festival de Cine de San Sebastián, donde obtuvo la Concha de Oro a la mejor película.
Francis Ford Coppola enfoca su cámara a través de los ojos del «Chico de la Moto», el cual capta la realidad en tonos descoloridos; lo único en color de la película son los peces luchadores de Siam (Betta splendens), para poder enfocar su importancia en la obra.
La película se sitúa en el pueblo industrial de Tulsa, Oklahoma, en los años 1950; tanto Rumble Fish como The Outsiders se basan en las vivencias de la autora durante su adolescencia.

## Argumento
Rusty James (Matt Dillon), es un adolescente cuyo prestigio en las calles ha crecido bajo la sombra de la legendaria reputación de su hermano mayor, el enigmático y carismático «Chico de la Moto» (Mickey Rourke). Rusty James sueña con ser como su hermano y volver a la época en donde las pandillas lo eran todo y donde el «Chico de la Moto» reinaba. Después de dos meses de ausencia el «Chico de la Moto» regresa. Luego de revelar algunos secretos familiares sobre su madre, los hermanos deciden cambiar sus vidas para siempre o morir en el intento.

## Elenco
- Matt Dillon (Rusty James)
- Mickey Rourke (El Chico de la Moto)
- Diane Lane (Patty)
- Vincent Spano (Steve)
- Nicolas Cage (Smokey)
- Dennis Hopper (Padre)
- Diana Scarwid (Cassandra)
- Chris Penn (B.J. Jackson)
- Laurence Fishburne (El Enano)
- William Smith (Patterson el policía)
- Glenn Withrow (Biff Wilcox)
- Tom Waits (Benny)
- Sofia Coppola (Donna)
- Michael Higgins (Mr. Harrigan)
- S. E. Hinton (Hooker on Strip)